# Исонадэ
Исонадэ (яп. 磯撫で) — огромный морской монстр, внешне напоминающий акулу, согласно японской мифологии обитающий недалеко от берега Мацууры и в других местах Западной Японии.

## Описание
Тело исонадэ всегда скрыто под водой, поэтому его никогда не видели, наблюдался лишь огромный хвостовой плавник. Чудовище бесшумно приближается к лодкам и, схватив своим крючковатым хвостом сеть, затаскивает рыбаков в море, где пожирает их. Также исонадэ может использовать свой хвост для опрокидывания лодки, или ударить им по побережью, убивая находящихся там людей.